# Sabljaci
Sabljaci (nebo též Sabljaki) je přehradní nádrž v Chorvatsku v Karlovacké župě. Nachází se asi 3 km jižně od Ogulinu. Její rozloha je asi 1,7 km², je tudíž jedenáctou největší sladkovodní plochou v Chorvatsku a bývá často označována jako Ogulinské moře. Byla vytvořena za účelem zadržování vody z řeky Zagorska Mrežnica pro zásobování vodní elektrárny Gojak.
Přehrada je pomocí tunelu propojena se sousedním jezerem Bukovnik. Je často vyhledávána turisty, nachází se u ní několik pláží, apartmánů, barů, restaurací a stejnojmenné víkendové sídlo. V létě se zde pravidelně konají tzv. Jezerske igre, tedy soutěže ve vodních rekreačních sportech, jako jsou veslování, plachtění, plavání a rybaření. Žije zde mnoho druhů ryb, jako jsou amur bílý, jelec tloušť, lín obecný, pstruh obecný, pstruh duhový, lipan podhorní, kapr obecný, candát obecný a plotice obecná.